# Ролла Сешагири Рао
Ролла Сешагири Рао (англ. Rolla Seshagiri Rao, 19 августа 1921 — 23 февраля 2015) — индийский ботаник.

## Биография
Родился 19 августа 1921 года. С 1942 года читал лекции в Государственном колледже Питхапур Раджа в Какинаде.
В 1950 году Рао стал сотрудником Ботанической службы Индии, работал в её региональных отделениях в Шиллонге и Пуне. Занимался исследованием флоры Восточных Гималаев, Северо-Восточной Индии, Западных Гат, Восточных Гат. Под его руководством была проведена первая индийская экспедиция на гору Чо-Ойю. Также принимал участие в экспедициях по Азии, проводимых Британским музеем.
С 1977 года работал в Университете Андхры, возглавлял кафедру ботаники.
Автор ряда монографий флоры различных регионов штата Андхра-Прадеш.
В 1971 году Р. С. Рао, В. Х. Кападия, Сукх Дев и М. И. Ансари запатентовали использование в качестве источника колхицина растений Iphigenia stellata.
В 1984 году удостоен Медали профессора Панчанама Махешвари Индийского ботанического общества, в 1996 году — Золотой медали И. Д. Тьяги Индийской ассоциации по таксономии покрытосеменных.
Скончался в Нью-Дели 23 февраля 2015 года.

## Некоторые научные работы
- R. S. Rao. Flora of Goa, Diu, Daman, Dadra & Nagarhaveli. — Howrah, 1985—1986. — 2 vols. — (Flora of India).
- R. S. Rao, S. H. Sreeramulu. Flora of Srikakulam District. — Meerut, 1986. — 640 p. — (Flora of India).
- R. S. Rao, P. Venkannu, T. A. Reddy. Flora of West Godavari District. — Meerut, 1986. — 520 p. — (Flora of India).
- R. S. Rao. Flora of East Godavari District. — Hyderabad, 1999. — 947 p. — (Flora of India).

## Растения, названные именем Р. С. Рао
- Seshagiria Ansari & Hemadri, 1971
- Flemingia rollae (Billore & Hemadri) An.Kumar, 1983
- Gaultheria seshagiriana Subba Rao & Kumari, 1969
- Pimpinella rollae Billore & Hemadri, 1982